# St.-Antonius-Kirche (Hoyel)

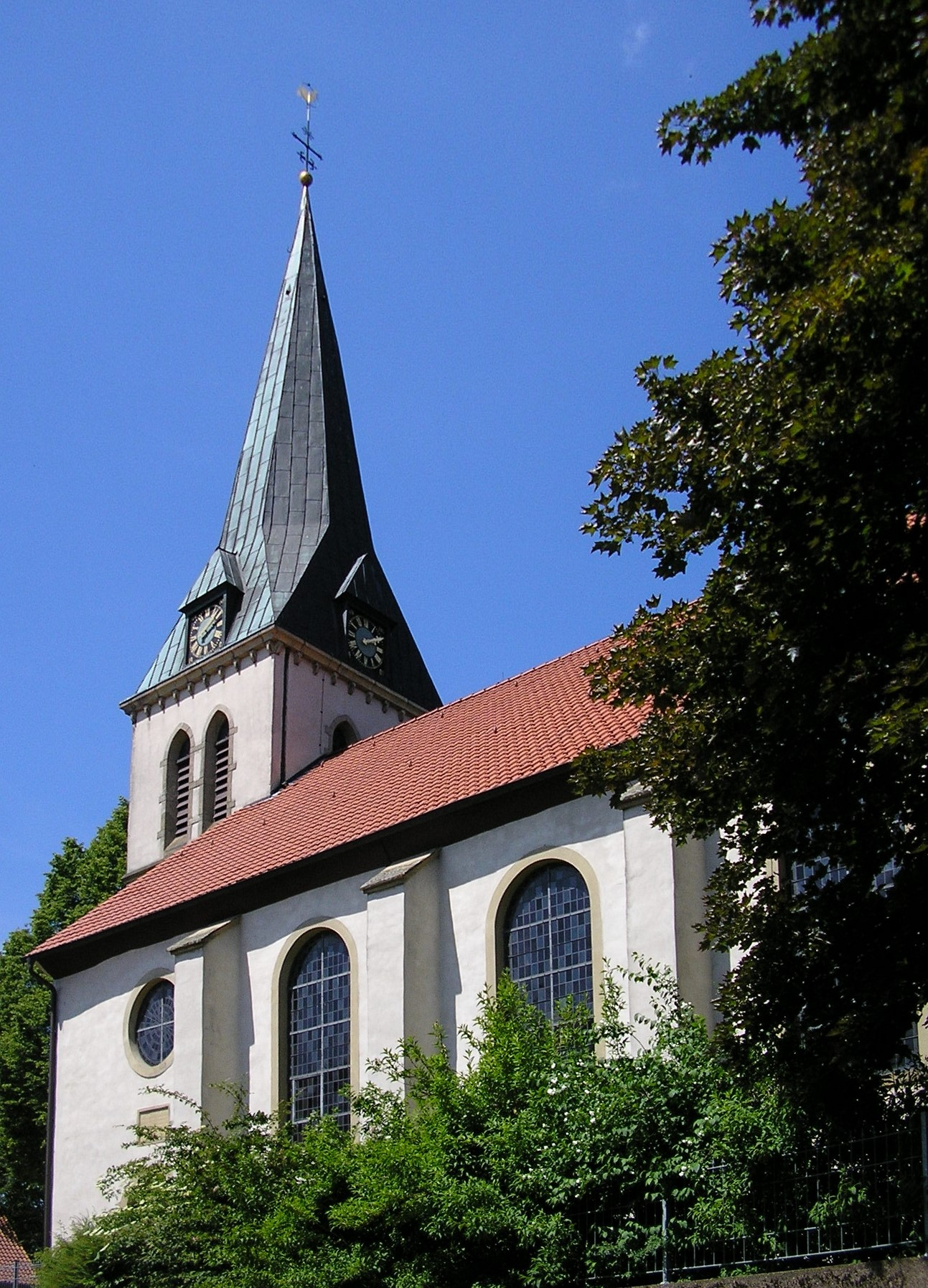
St.-Antonius-Kirche in Hoyel

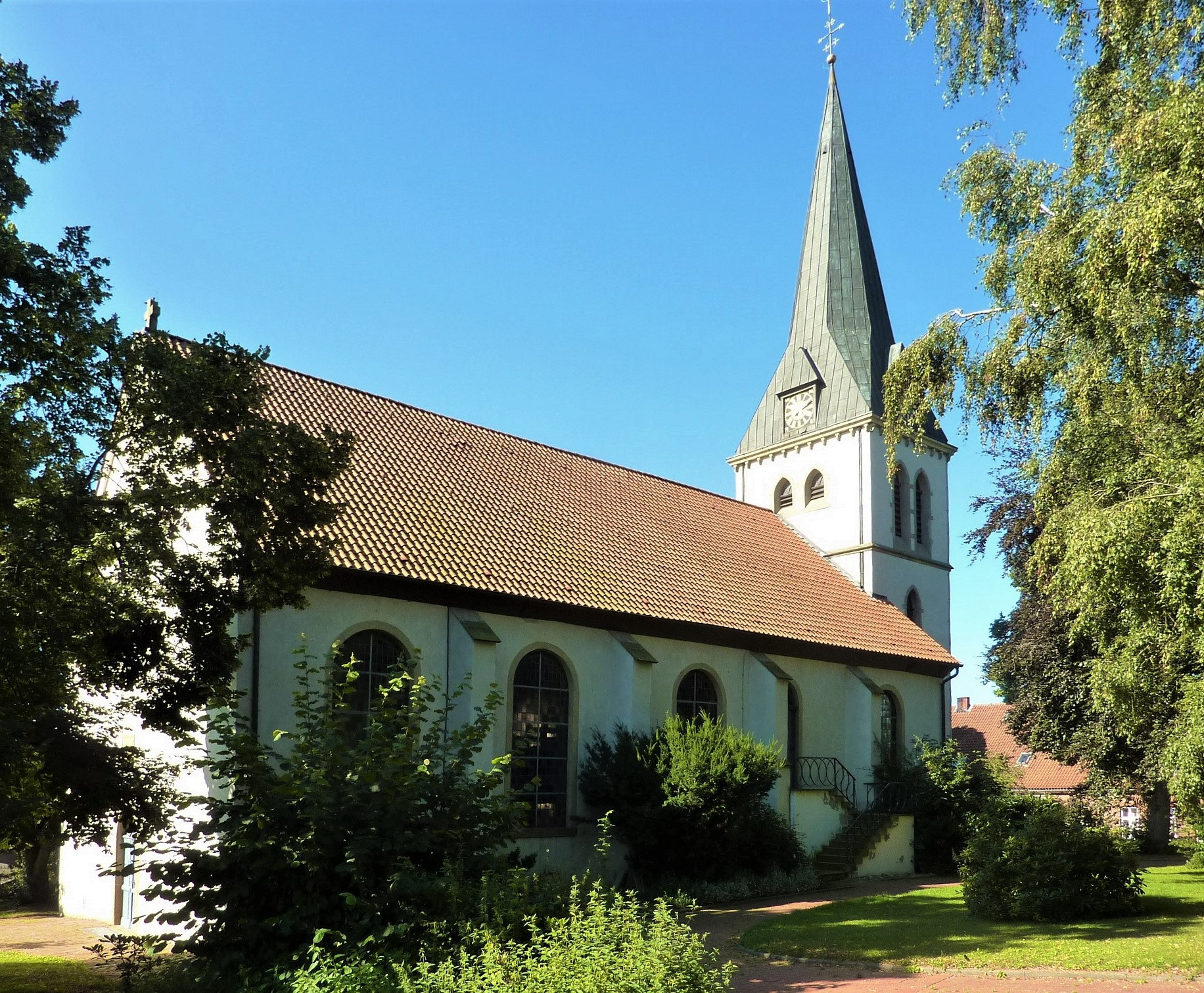
Ansicht von Nordosten

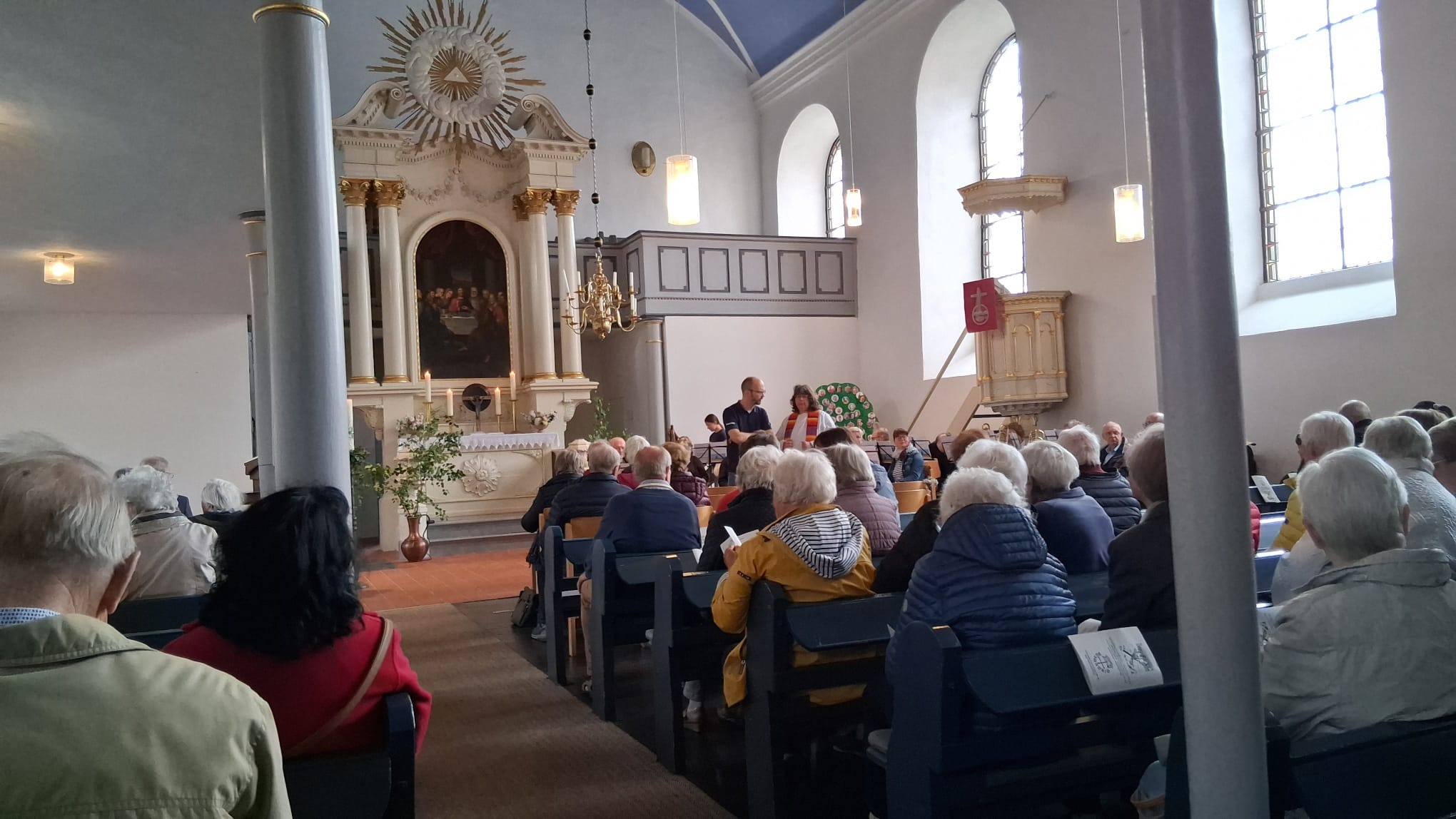
Inneres Richtung Altar

Die St.-Antonius-Kirche ist die evangelisch-lutherische Kirche der Ortschaft Hoyel in der Stadt Melle. Die Kirche wurde 1829 durch einen Neubau vergrößert, bei dem vom Vorgängerbau nur der Turm und die Nordwand erhalten blieben.

## Geschichte
Im Vorgängerbau wurde seit 1584 evangelischer Gottesdienst gefeiert. Der Neubau der Kirche wurde notwendig, als im Jahr 1814 die evangelischen Kirchengemeinden Riemsloh (bestehend aus den Orten Krukum, Döhren und Westendorf) und Hoyel vereinigt wurden. Das Mauerwerk des Turms wurde 1901 von 14 auf 17 Meter erhöht. Am 11. Mai 1900 beschloss man die Installation einer neuen Turmuhr, die Ed. Korfhage und Söhne in Buer zu einem Preis von 1010 Mark lieferte.
Während des Zweiten Weltkriegs wurden am 1. Juni 1942 die drei größten der vier Glocken eingeschmolzen. Als Ersatz wurden im Jahre 1948 drei Stahlglocken angeschafft. Der Läutebetrieb mit diesen Glocken musste im Jahr 2008 wegen starker Rostschäden unterbrochen werden. 2009 wurden drei neue Bronzeglocken angeschafft. Die alten Stahlglocken sind als Erinnerung vor der Kirche aufgebaut.
Im Jahr 1994 wurde der einsturzgefährdete Dachstuhl der Kirche erneuert, und es erfolgte eine Innenrenovierung der Kirche.

## Architektur und Ausstattung
Die Kirche ist ein einschiffiger Saalbau mit Tonnengewölbe.
Die im Jahre 1880 von der Firma Gebr. Rohlfing aus Osnabrück gebaute Orgel auf der westlichen Empore hat 17 Register und zwei Manuale. Im Jahre 2001 wurde sie teilrestauriert.
Der 1834 bis 1839 von Bernhard Schagemann aus Meppen entworfene und angefertigte klassizistische Altar wurde am 15. September 1839 eingeweiht.
Die Kanzel, das älteste Objekt der Kirche, trägt die Jahreszahl 1584. Sie stand bereits in der alten Kirche.
In der Mitte der Kirche hängt ein zwölfarmiger flämischer Messingkronleuchter aus dem Jahr 1733, dessen Kerzen bei besonderen Gottesdiensten angezündet werden. Er trägt die Widmung „H. Zacharias Ruysch zu Rimsloh, dessen Ehe Fraw gewesen weiland Antonia Vor-Wey, hat diese Krone der Kirche zu Hoyel verehret. A. D. MDCCXXXIII“.
Ein weiterer Messingkronleuchter, den Silberschmied Tümpel (ursprünglich aus Bielefeld, damals Lehrer an der Kunstgewerbeschule in Hamburg) entwarf und gießen ließ,  befindet sich vor dem Altar. Bauer Heinrich Meyer zu Ohsen in Hoyel stiftete ihn zum Gedenken der Gefallenen des Zweiten Weltkriegs. Als Spruchband an der unteren Kugel des 24-armigen Leuchters ist zu lesen: „Ich halte es dafür, daß dieser Zeit Leiden der Herrlichkeit nicht wert sei, die an uns soll geoffenbaret werden.“ Der Leuchter wurde der Gemeinde am Ewigkeitssonntag des Jahres 1946 übergeben.
In dem Opferstock, der sich im Oberteil der linken Altarschranke befindet und teilweise für Taufen benutzt wird, ist unter dem aufgeklappten Deckel ein Spruch aus Psalm 50 eingeritzt: „Opfere Gott Dank und bezahle dem Höchsten deine Gelübde!“

## Namenspatron
Die Kirche ist nach dem heiligen Antonius (Antonius der Große), der im dritten bis vierten Jahrhundert nach Christus lebte, benannt.